# Gohlau
Gohlau ist ein Ortsteil der Gemeinde Waddeweitz im niedersächsischen Landkreis Lüchow-Dannenberg. Südlich verläuft die B 493.

## Geschichte
Am 1. Juli 1972 wurde Gohlau in die Gemeinde Waddeweitz eingegliedert.